# Bolbostemma biglandulosum
Bolbostemma biglandulosum là một loài thực vật có hoa trong họ Cucurbitaceae. Loài này được William Hemsley mô tả khoa học đầu tiên năm 1899 và sau đó sửa đổi lại năm 1900 dưới danh pháp Actinostemma biglandulosum, trong Hooker's Icones Plantarum; or figures, with brief descriptive characters and remarks of new or rare plants (các phần in năm 1899-1901). Năm 1930, Robert Fernand Franquet chuyển nó sang chi Bolbostemma.

## Phân bố
Loài đặc hữu Trung Quốc (tỉnh Vân Nam). Môi trường sống là bìa rừng, bụi rậm trong rừng; cao độ 1.000-1.400 m. Nó được gọi là 刺儿瓜  (thích nhân qua).

## Các thứ
- Bolbostemma biglandulosum var. biglandulosum (đồng nghĩa: Hemsleya esquirolii H.Lév., 1914): Đông nam tỉnh Vân Nam (Mông Tự).[6]
- Bolbostemma biglandulosum var. sinuatolobulatum C.Y.Wu, 1957: Tây bắc tỉnh Vân Nam (Lệ Giang).[7]